# Розбещення

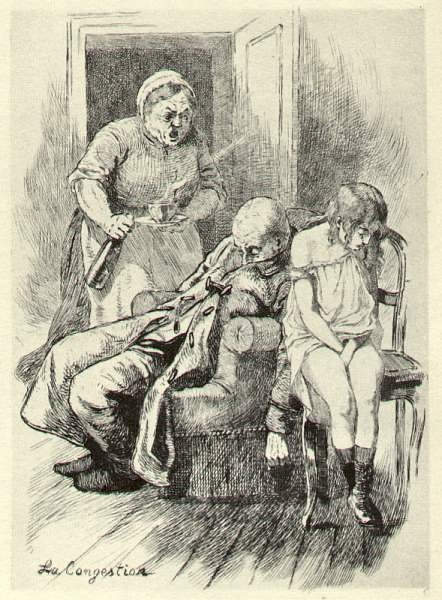
Розбещення. Автор Мартін ван Маеле, 1905

Розбе́щення, розтлі́ння (англ. statutory rape) — злочин, що полягає у заманюванні малолітньої (малолітнього) (зловживаючи її безпорадністю та віком) у вчинення протизаконних (недобровільних) дій сексуального характеру із застосуванням фізичного або психічного насильства над жертвою розбещення. Термін також іноді вживається в переносному сенсі, як синонім «виховання» дітей в дусі, що суперечить загальноприйнятим моральним нормам.
Під розбещенням зазвичай розуміються цілеспрямовані дії, які здійснюються дорослим, що викликають у дитини несвоєчасний підвищений інтерес до сексуальності, сексуальні фантазії, відчуття, бажання, а також вчинення з дитиною сексуальних дій (у тому числі статевого акту в тій або іншій формі) без застосування насильства, з використанням цікавості і недосвідченості дитини.

## Історія
- У законодавстві європейських держав до середини XIX століття розбещення як окремий злочин не згадувалося. При цьому судова практика могла визнавати розбещення злочинним, кваліфікуючи його як зґвалтування, розглядаючи малолітній вік потерпілої як обставину, аналогічну безпорадному стану.
- Військовий статут Петра I (1716 р.) та Кодекс Наполеона (1810 р.) передбачали покарання за педофілію (яка розумілася у вузькому сенсі, як мужолозтво по відношенню до неповнолітнього), але гетеросексуальний статевий акт дорослого і дитини злочином не вважався.

## Класифікація в Україні

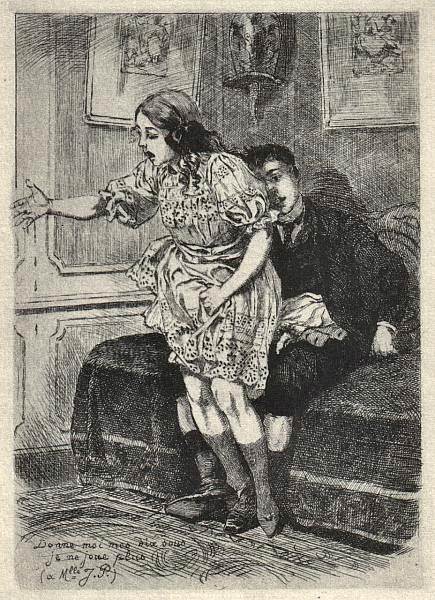
Мартін ван Маеле, 1905

Згідно із статтею № 156 кримінального кодексу України:
1. Розбещення — вчинення розпусних дій щодо особи, яка не досягла
16-річного віку -  карається обмеженням волі на строк до п'яти років або позбавленням волі на той самий строк.
2. Ті самі дії, вчинені щодо малолітньої особи або вчинені членами сім’ї чи близькими родичами, особою, на яку покладено обов’язки щодо виховання потерпілого або піклування про нього, -
караються позбавленням волі на строк від п’яти до восьми років з позбавленням права обіймати певні посади чи займатися певною діяльністю на строк до трьох років або без такого.
1. Ст. 156 відображає вирішення на законодавчому рівні проблеми педофіліїйного статевого відхилення, яке проявляється у прагненні вчинювати дії сексуального характеру з дітьми.
2. Об'єкт злочину - статева недоторканість і нормальний фізичний, психічний і соціальний розвиток неповнолітніх.
3. Потерпілим виступає особа чоловічої або жіночої статі, яка не досягла 16-річного віку. Для кваліфікації діяння за ст. 156 не має значення, чи досягла потерпіла особа статевої зрілості, хто був ініціатором вчинення розпусних дій, а також характеристика потерпілої особи (попереднє ведення статевого життя, наявність сексуального досвіду тощо).
4. З об'єктивної сторони злочин виражається у вчиненні розпусних дій сексуального характеру, здатних викликати фізичне і моральне розбещення неповнолітніх. Розпусні дії можуть бути як фізичними, так і інтелектуальними.
Фізичне розбещення - це, зокрема, оголення статевих органів винної або потерпілої особи, мацання їх, інші непристойні дотики, які викликають статеве збудження, навчання онанізму, вчинення у присутності потерпілого статевого акту, акту онанізму, задоволення статевої пристрасті неприродним способом, схилення або примушення потерпілих до вчинення певних сексуальних дій між собою або щодо винного тощо. Диспозицією ст. 156 охоплюється також задоволення статевої пристрасті винного неприродним способом (наприклад, оральний або анальний секс), якщо при цьому щодо особи, яка не досягла 16-річного віку, не застосовується фізичне чи психічне насильство та не використовується безпорадний стан потерпілої' особи.
Вчинення розпусних дій фізичного характеру щодо особи, яка Досягла 16-річного віку, може розглядатись як хуліганство, що відзначається винятковим цинізмом (ст. 296), лише у разі, коли ці дії поєднуються з грубим порушенням громадського порядку і викликані прагненням продемонструвати явну неповагу до суспільства.
Розбещення неповнолітніх, яке поєднується з побоями І мордуваннями, заподіянням тілесних ушкоджень, погрозою вбивством, зараженням вірусом імунодефіциту людини або іншою невиліковною інфекційною хворобою, слід кваліфікувати за сукупністю злочинів за ст. 156 і відповідного статтею про злочин проти здоров'я особи.
Інтелектуальне розбещення може полягати, наприклад, у цинічних розмовах з потерпілим на сексуальні теми, розповіді відвертих, натуралістичних сексуальних історій, фотографуванні потерпілих в різних сексуальних позах, демонстрації порнографічних предметів. Використання в процесі вчинення розпусних дій творів, зображень або інших предметів порнографічного характеру, а також примушування до участі у їх створенні потребує додаткової кваліфікації за відповідною частиною ст. 301.
Розпусні дії з потерпілою особою, яка не досягла 16-річного віку, вчинені безпосередньо перед її зґвалтуванням, насильницьким задоволенням статевої пристрасті неприродним способом або статевими зносинами з особою, яка не досягла статевої зрілості, повністю охоплюються відповідними частинами ст. ст. 152, 153, 155, оскільки у подібних випадках розбещення неповнолітніх з урахуванням спрямованості умислу винного розглядається лише як етап у вчиненні інших статевих злочинів. Наявність істотного розриву у часі між розпусними діями і вчиненням стосовно однієї й тієї ж потерпілої особи іншого статевого злочину, що виключає переростання одного злочинного діяння в інше, означає, що вчинене треба кваліфікувати за сукупністю відповідних злочинів.
Якщо винний, маючи намір зґвалтувати неповнолітню особу, здійснив щодо неї розпусні дії, а закінчене зґвалтування не вчинив з причин, не залежних від його волі, скоєне потрібно кваліфікувати не за ст. 156, а за ст. 15 і ч. ч. З або 4 ст. 152. у разі коли розбещення неповнолітнього передувало зґвалтуванню, від доведення до кінця якого особа добровільно відмовилась, її дії, за наявності підстав, слід кваліфікувати за ст. 156.
Розбещення неповнолітніх є закінченим злочином з моменту вчинення розпусних дій. Згода потерпілого на вчинення щодо нього таких дій на кваліфікацію за ст, 156 не впливає.
5. Суб'єктом злочину виступає особа чоловічої або жіночої статі, яка досягла 16-річного віку. Винний і потерпілий можуть бути особами як однієї, так і різної статі.
6. Суб'єктивна сторона злочину характеризується прямим умислом. При цьому ставлення винного щодо віку потерпілої особи може бути як умисним, так і необережним. У разі сумлінної помилки особи щодо віку потерпілого відповідальність за ст. 156 виключається. Розпусні дії, передбачені ст. 156, спрямовані на задоволення винним статевої пристрасті, на збудження у неповнолітньої особи статевого інстинкту або його задоволення. Мотиви цього злочину не впливають на його кваліфікацію.